# Ring Ka King
La Ring Ka King è stata una federazione di wrestling indiana con sede nella città di Pune, fondata nel 2011 da Jazzy Lahoria e Jeff Jarrett e chiusa nel 2012. La Ring Ka King era un territorio di sviluppo della Total Nonstop Action (TNA).

## Storia
Nel 2011 la Total Nonstop Action annunciò di avere un grande progetto in India, chiamato Ring Ka King, dove avrebbero lottato wrestler indiani ed altri sotto contratto con la TNA.